# Adriana Fonseca

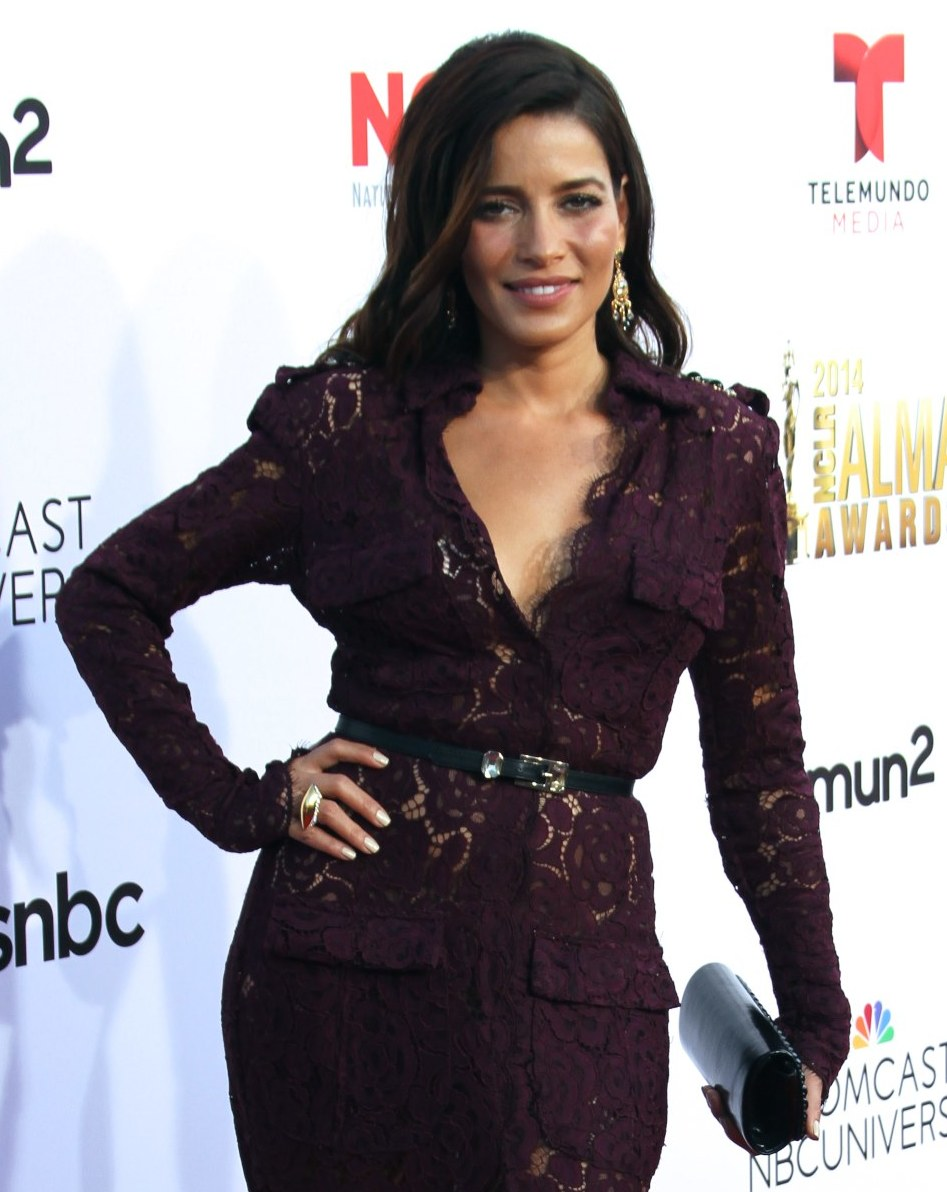
Adriana Fonseca (2014)

Adriana Fonseca Castellanos (ur. 16 marca 1979 w Veracruz) – meksykańska aktorka, która wystąpiła m.in. w telenowelach Paulina, Zaklęte serce i Corazón Valiente.

## Filmografia

### Filmy
| Rok  | Tytuł                                           | Rola             | Uwagi       |
| ---- | ----------------------------------------------- | ---------------- | ----------- |
| 2003 | La tregua                                       | Laura Avellaneda |             |
| 2004 | Por mujeres como tú                             |                  |             |
| 2004 | 7 mujeres, 1 homosexual y Carlos                | Camila           |             |
| 2012 | Por tú culpa                                    | Sara             |             |
| 2014 | FriendZone                                      | Emma             | krótkometr. |
| 2017 | Uciec z Ensenady                                | Manuela          |             |
| 2022 | Valentino, Puedes ser tu propio héroe o villano | Marcia           |             |

### Seriale
| Rok       | Tytuł                     | Rola                        | Uwagi    |
| --------- | ------------------------- | --------------------------- | -------- |
| 1997      | Diabelska miłość          | Jovita                      | 1 odc.   |
| 1998      | Paulina                   | Verónica Soriano            | 70 odc.  |
| 1998      | Más allá de la usurpadora | Verónica Soriano            | film TV  |
| 1998      | Preciosa                  | Vanessa                     | 3 odc.   |
| 1998      | Krople miłości            | Paulina                     | 1 odc.   |
| 1999      | Rosalinda                 | Lucía Pérez Romero          | 13 odc.  |
| 2000      | Amigos x siempre          | Melissa Escobar             | 2 odc.   |
| 2001      | Mujer bonita              | Charito                     | 10 odc.  |
| 2001      | Atrévete a olvidarme      | Andrea Rosales "La Guapa"   | 3 odc.   |
| 2003-2004 | Zaklęte serce             | Caridad "Chachi" Montenegro | 135 odc. |
| 2005      | Contra viento y marea     | Sandra Serrano Rudell       | 46 odc.  |
| 2007      | Bajo las riendas del amor | Montserrat Linares          | 150 odc. |
| 2009      | Zabójczynie               | Cecilia                     | 1 odc.   |
| 2012      | Corazón Valiente          | Ángela Valdez               | 206 odc. |
| 2021-2022 | Mi fortuna es amarte      | Lucía Nieto Paz             | 6 odc.   |
| 2024-2025 | Papás por conveniencia    | Paulina Dorado Garzón       | 30 odc.  |